# 七人の脱走兵
七人の脱走兵（しちにんのだっそうへい、The Raid)は1954年に公開されたアメリカ合衆国の西部劇映画。南北戦争の時代を舞台としている。出演ヴァン・ヘフリン、アン・バンクロフト、リチャード・ブーン、リー・マーヴィン。 

## あらすじ
南北戦争のさなか、ニール少佐率いる数名の南軍からの脱走兵が、カナダ人の商人をに扮して同国との国境近くにある北部の町に逃れてくる。
北軍に故郷を焼かれた過去を持つニール少佐は、この町の銀行を襲った後、町ごと焼き払うつもりでいた。
ところが、彼は下宿先のシングルマザーとその息子に親切にされたことで心が揺れ動きつつあった。

## キャスト
| 役名           | 俳優                 | 日本語吹替                                      |
| 役名           | 俳優                 | 日本テレビ版                                    |
| -------------- | -------------------- | ----------------------------------------------- |
| ニール少佐     | ヴァン・ヘフリン     | 若山弦蔵                                        |
| ケイティ       | アン・バンクロフト   | 本山可久子                                      |
| ラリー         | トミー・レティグ     | 清水マリ                                        |
| フォスター大尉 | リチャード・ブーン   | 家弓家正                                        |
| キーティン中尉 | リー・マーヴィン     | 森山周一郎                                      |
| ワイアー大尉   | ピーター・グレイブス | 林昭夫                                          |
| タッカー       | ポール・キャヴァナー | 寺島幹夫                                        |
| アンダースン   | ウィル・ライト       | 小池明義                                        |
| ロビンスン     | ジェームズ・ベスト   | 愛川欽也                                        |
| ディーン       | ジョン・ディアークス | 藤井皓次                                        |
| デルフィン     | ヘレン・フォード     | 中原郁江                                        |
| ミラー         |                      | 伊海田弘                                        |
| 番兵(1)        |                      | 根本好章                                        |
| 番兵(2)        |                      | 風祭修一                                        |
| 番兵(3)        |                      | 肝付兼太                                        |
| 軍曹           |                      | 国坂伸                                          |
| 牧師(1)        |                      | 八奈見乗児                                      |
| 牧師(2)        |                      | 日下武史                                        |
| ロイド         |                      | 前田昌明                                        |
| ラムジー       | クロード・エイキンス | 宮田光                                          |
| セルウィン中尉 |                      | 篠原大作                                        |
| 車掌           |                      | 安藤康三                                        |
| リンクル       |                      | 芳賀蓉子                                        |
| ハーモン       |                      | 小林和夫                                        |
| リップコーム   |                      | 緑川稔                                          |
| エマヌエル     |                      | 神山繁夫                                        |
| デュプレ       |                      | 椎原邦彦                                        |
| 保安官         |                      | 藤岡琢也                                        |
| 老夫人         |                      | むらなかよしえ                                  |
| ナレーション   |                      | 細井重之                                        |
|                |                      |                                                 |
| 演出           | 演出                 | 好川純                                          |
| 翻訳           | 翻訳                 | 佐藤一公                                        |
| 効果           | 効果                 | 小松プロダクション                              |
| 調整           |                      |                                                 |
| 制作           | 制作                 | 東京プロモーション                              |
| 解説           |                      |                                                 |
| 初回放送       | 初回放送             | 1963年12月15日 『日曜ロードショー』 20:00-21:25 |